# 解決!ナイナイアンサー
『解決!ナイナイアンサー』（かいけつ!ナイナイアンサー）は、日本テレビ系列で放送されていたバラエティ番組。全114回。
キャッチコピーは「悩める芸能人よ、打ち明けなさい。」。

## 概要
芸能人の悩みに「クセ者相談員」が答えていた。
2012年6月16日13:30 - 14:30に『サタデーバリューフィーバー』枠でパイロット版が放送され、9.2%の高視聴率を記録した（ビデオリサーチ調べ、関東地区・世帯・リアルタイム）ため、レギュラー番組に昇格した。
ナインティナインが21時台のレギュラー冠番組を担当するのは『ディスカバ!99』（TBS）以来8年半ぶり。また、ナインティナインは『99プラス』以来2年半ぶりに『ぐるぐるナインティナイン』と合わせて、日本テレビで2本のレギュラー冠番組を担当することとなった。2012年10月30日放送分からデータ放送を開始した。
クセ者相談員である心屋仁之助が執筆した『解決！ナイナイアンサー 魔法の言葉』が2013年7月上旬に発売された。
また、読売新聞の女性向けサイトである『大手小町』内のBBSコーナー『発言小町』に番組宛特設スレッドを設置していた。
2017年3月7日の2時間スペシャルをもって、4年半の歴史に幕を下した。番組表には最終回であることを証明する🈡のマークなどが全くなかったが、アシスタントを務めていた松本志のぶのオフィシャルブログの放送2時間ほど前の更新記事によって、この日の放送が最終回であることが明らかになった。後番組は、水曜の同時間に放送されていた『ザ!世界仰天ニュース』が移動した。

## 出演者

### MC
- ナインティナイン（岡村隆史・矢部浩之）

### 進行
- 松本志のぶ

### レギュラー出演
- 大島美幸（森三中） - 2016年1月26日放送分から
- 井戸田潤（スピードワゴン） - 2016年1月26日放送分から

## コーナー

### お悩み相談
岡村が「あの人絶対に悩んでいる」と感じた芸能人に出演をオファーし、約20人の「クセ者相談員」が独自の視点で解決策を提示する。
矢部と松本はMC席に立ち、岡村は相談員席を駆け回って相談員にマイクを向け、トークを展開する。

### みんなのお悩みアンサー
Yahoo!知恵袋やOKWaveなどQ&Aサイトに投稿されたお悩みの中から気になるものをピックアップして、芸能人と「クセ者相談員」が解決策を提示する。

## ネット局

### パイロット版
| 放送対象地域 | 放送局            | 系列                                           | 放送日時                            | 遅れ      |
| ------------ | ----------------- | ---------------------------------------------- | ----------------------------------- | --------- |
| 関東広域圏   | 日本テレビ（NTV） | 日本テレビ系列                                 | 2012年6月16日 13:30 - 14:30         | 制作局    |
| 宮崎県       | テレビ宮崎（UMK） | フジテレビ系列／日本テレビ系列／テレビ朝日系列 | 2012年8月7日（6日深夜） 0:35 - 1:35 | 52日遅れ  |
| 沖縄県       | 琉球放送（RBC）   | TBS系列                                        | 2012年8月18日 14:30 - 15:30         | 63日遅れ  |
| 青森県       | 青森放送（RAB）   | 日本テレビ系列                                 | 2012年9月8日 15:30 - 16:30          | 84日遅れ  |
| 山形県       | 山形放送（YBC）   | 日本テレビ系列                                 | 2012年9月8日 16:00 - 17:00          | 84日遅れ  |
| 岩手県       | テレビ岩手（TVI） | 日本テレビ系列                                 | 2012年9月30日 15:00 - 16:00         | 99日遅れ  |
| 秋田県       | 秋田放送（ABS）   | 日本テレビ系列                                 | 2012年10月21日 12:00 - 13:00        | 120日遅れ |

### レギュラー版
| 放送対象地域   | 放送局                                            | 系列                           | 放送曜日・放送時間   |
| -------------- | ------------------------------------------------- | ------------------------------ | -------------------- |
| 関東広域圏     | 日本テレビ（NTV） 『解決!ナイナイアンサー』制作局 | 日本テレビ系列                 | 火曜日 21:00 - 21:54 |
| 北海道         | 札幌テレビ（STV）                                 | 日本テレビ系列                 | 火曜日 21:00 - 21:54 |
| 青森県         | 青森放送（RAB）                                   | 日本テレビ系列                 | 火曜日 21:00 - 21:54 |
| 岩手県         | テレビ岩手（TVI）                                 | 日本テレビ系列                 | 火曜日 21:00 - 21:54 |
| 宮城県         | ミヤギテレビ（MMT）                               | 日本テレビ系列                 | 火曜日 21:00 - 21:54 |
| 秋田県         | 秋田放送（ABS）                                   | 日本テレビ系列                 | 火曜日 21:00 - 21:54 |
| 山形県         | 山形放送（YBC）                                   | 日本テレビ系列                 | 火曜日 21:00 - 21:54 |
| 福島県         | 福島中央テレビ（FCT）                             | 日本テレビ系列                 | 火曜日 21:00 - 21:54 |
| 山梨県         | 山梨放送（YBS）                                   | 日本テレビ系列                 | 火曜日 21:00 - 21:54 |
| 新潟県         | テレビ新潟（TeNY）                                | 日本テレビ系列                 | 火曜日 21:00 - 21:54 |
| 長野県         | テレビ信州（TSB）                                 | 日本テレビ系列                 | 火曜日 21:00 - 21:54 |
| 静岡県         | 静岡第一テレビ（SDT）                             | 日本テレビ系列                 | 火曜日 21:00 - 21:54 |
| 富山県         | 北日本放送（KNB）                                 | 日本テレビ系列                 | 火曜日 21:00 - 21:54 |
| 石川県         | テレビ金沢（KTK）                                 | 日本テレビ系列                 | 火曜日 21:00 - 21:54 |
| 福井県         | 福井放送（FBC）                                   | 日本テレビ系列／テレビ朝日系列 | 火曜日 21:00 - 21:54 |
| 中京広域圏     | 中京テレビ（CTV）                                 | 日本テレビ系列                 | 火曜日 21:00 - 21:54 |
| 近畿広域圏     | 読売テレビ（ytv）                                 | 日本テレビ系列                 | 火曜日 21:00 - 21:54 |
| 鳥取県・島根県 | 日本海テレビ（NKT）                               | 日本テレビ系列                 | 火曜日 21:00 - 21:54 |
| 広島県         | 広島テレビ（HTV）                                 | 日本テレビ系列                 | 火曜日 21:00 - 21:54 |
| 山口県         | 山口放送（KRY）                                   | 日本テレビ系列                 | 火曜日 21:00 - 21:54 |
| 徳島県         | 四国放送（JRT）                                   | 日本テレビ系列                 | 火曜日 21:00 - 21:54 |
| 香川県・岡山県 | 西日本放送（RNC）                                 | 日本テレビ系列                 | 火曜日 21:00 - 21:54 |
| 愛媛県         | 南海放送（RNB）                                   | 日本テレビ系列                 | 火曜日 21:00 - 21:54 |
| 高知県         | 高知放送（RKC）                                   | 日本テレビ系列                 | 火曜日 21:00 - 21:54 |
| 福岡県         | 福岡放送（FBS）                                   | 日本テレビ系列                 | 火曜日 21:00 - 21:54 |
| 長崎県         | 長崎国際テレビ（NIB）                             | 日本テレビ系列                 | 火曜日 21:00 - 21:54 |
| 熊本県         | くまもと県民テレビ（KKT）                         | 日本テレビ系列                 | 火曜日 21:00 - 21:54 |
| 鹿児島県       | 鹿児島読売テレビ（KYT）                           | 日本テレビ系列                 | 火曜日 21:00 - 21:54 |
| 大分県         | テレビ大分（TOS）                                 | 日本テレビ系列／フジテレビ系列 | 木曜日 14:58 - 15:52 |
| 沖縄県         | 琉球放送（RBC）                                   | TBS系列                        | 水曜日 19:00 - 19:55 |

## スタッフ

### パイロット版
- 企画・演出：安島隆
- 構成：アリエシュンスケ、林田晋一、飯塚大悟、永井ふわふわ
- TM：木村博靖
- SW：小林宏義
- CAM：吉田健治
- MIX：勝又理行
- VE：岡田直記
- 照明：藤山真緒
- 編集：加納敏行
- MA：飯塚雄一
- 音効：小田切暁
- 美術：牧野沙和
- デザイン：熊崎真知子
- 装置：増子純一
- 装飾：林孝一
- 電飾：西本敬
- 美術協力：日本テレビアート
- 技術協力：NiTRO
- 制作デスク：本郷直
- TK：長坂真由美
- 編成：下田明宏、小野隆史、池田潔美
- 宣伝：深澤美幸
- リサーチ：下川悟
- 演出補：山岡恭典、神田洋介、上岡恵莉華
- AP：森川高行、小山翔、吉永紗弥子
- ディレクター：今村光宏、花岡圭一郎、双津大地郎、内田浩
- プロデューサー：堀金澄彦、三浦佳憲
- チーフプロデューサー：松崎聡男
- 制作協力：吉本興業、ZION
- 製作著作：日本テレビ

### レギュラー版
- 企画・演出：安島隆
- 構成：アリエシュンスケ、相澤昇、尾首大樹、安部裕之、飯塚大悟、林田晋一、永井ふわふわ
- TM：木村博靖
- SW：小林宏義
- CAM：矢作陽一、高野信彦
- MIX：勝又理行
- VE：八木一夫、矢田部昭、三崎美貴、三山隆浩、天内理絵(恵)、内山理絵、岩原正明（週替り）
- 照明：藤山真緒
- 編集：加納敏行
- MA：島崎敏晴
- 音効：小田切暁
- 美術：高野泰人
- デザイン：熊崎真知子、津島美樹
- 技術協力：NiTRO
- 美術協力：日本テレビアート
- モニター：ジャパンテレビ
- TK：長坂真由美
- 制作進行：山川好美、山岡恭典（山岡→以前は週替りAP）
- デスク：当田駒子
- リサーチ：下川悟、田原拓郎、村田恭子
- AD：小澤昌史、山田裕大(太)、諸山朗、小高浩志、葛原義徳、星野剣、市川潤樹、陳賛明、栗林翔(祥)子、牧香緒里、嶋田莉乃、中山愛理、米原創希、上野美雪、伊東(藤)祐美、岸秀憲、田口純平、湯谷彰人、星野剣、榎本幹人、石川由佳、北奥蓉平、中山愛理、柳沼宏輔、佐川直也、田場亮耶、澤出季代子、星野夏子、佐藤喜郁（週替り）
- 演出補：袖山淳、水谷美里、田尻敬也、安田真之、山田千穂（週替り）
- AP：池田翼、安田奈央、川島道子、竹部歩美、小菅敬至、井島あおい、阿部理江（小菅・阿部→共に以前は、演出補）、吉田美樹、岩渕久美子、明田未妃、山脇瞳（山脇→以前は制作進行）、栗田翔子（週替り）
- ディレクター：双津大地郎、田村育、宮原健、神田洋介、原愼吾、成田真司、山口貴由、神野基彦、徳武真人、安田太地、酒井秀樹、大野寿之、吉倉瑞穂、南家幸太、間瀬雄亮、久保崇夫、鈴木大二郎、丸山剛、高橋久直、三浦信一、山本恭彦、千葉亮太、白川誠、南大輔、川口智久、諸田景子、永井宏幸、斎藤篤史、山本紗智子、東海林明、島袋亮太、廣田彰大、海徳俊治、前川コーファン、中村広嗣、酒井太夢、清水ヒロシ、川畑俊介、山越由貴、濱本美香、井上圭、中山貴博（週替り）
- 演出：今村光宏、本間和美、吉田雅司、井手康行、番秀一郎、大場剛、花岡圭一郎、深坂崇夫、小江翼、内田潔、奥川祐輝、渡辺春佳（渡辺→以前は、ディレクター）、栗原利典、前川コーファン（週替り）
- プロデューサー：滝澤真一郎、廣瀬由紀子（廣瀬→2015年6月2日-、以前は、演出）、城野麻衣子、佐藤理恵、三浦佳憲、竹谷和樹、久田誠司（久田→以前は、AP）、山本玲子、藤田幸伸
- チーフプロデューサー：糸井聖一（2015年6月2日-、以前は統括プロデューサー）
- 制作協力：ZION、THE WORKS、Sp!ce Factory（2016年11月15日-）
- 製作著作：日本テレビ

### 過去のスタッフ
- SW：望月達史
- CAM：中村哲也、松嶋賢一
- MIX：中野祐(裕)介
- 編集：中西雅照、佐藤貴之
- MA：山際卓郎
- 美術：牧野沙和
- デスク：櫛山照美、野口美樹
- 編成：池田潔美、小野隆史、鈴木淳一、森俊憲
- 宣伝→広報：斉藤由美
- MDC：別府彩夏
- 演出補：有田駿介、大竹正裕、村上真子、豊巻紘宣、新堀慎祐、森本温美、城山和也、大川内健、斗光曜、谷岡健一、大澤佑一郎、菊地亮介、道川優、山口ひとみ、川島晃人、川田淳二、森絵里奈、刑部あゆみ、日髙利佳、内藤恵子、田辺夏子、小林祐一、伊藤有祐、早坂友久、三浦知子、田中大道、池田真央、宮内佑弥、有働可奈子、加藤裕史、中村亮裕、石井護、高梨ほのか、青木龍太郎、豊田由佳梨、間瀬裕介、崔栄淳、飛島昌平、木原尚紀、高山祐紀、根来昭人、本村紗綾香、三田祐、志良堂ひかる、渡邊尚之、坂口英雄、藤澤太朗、石田あかり、福田宏美、野口眞嗣、渡邉雄基、上原彩子、丸茂空、馬渡勝正、尾籠美佳
- 制作進行：大木紀子、松尾直子（松尾→以前は毎週AP）
- AP：渡辺秀一、吉永紗弥子（吉永→毎週→週替りAP）、堀内善大、相馬令子、武藤健志（武藤→毎週AP）、小宮山文昭、島田典子、河崎由美子、吉田由実子、高島千春、藤林千絵、城美幸
- ディレクター：上田崇博、平山建司、藤原将人、山井貴起、南川尚人、鈴木あゆみ、佐久間隆太、高橋研、福田龍
- 演出：前川善郎
- プロデューサー：堀金澄彦、笹部智大、吉無田剛、岩沢錬（岩沢→以前は、AP）、倉田忠明（倉田→2014年12月2日- 2016年5月31日）、森雅史、花田好昭、藤井則子、上原敏明、金沢紀子、島田勇夫、白鳥秀明、大谷利彦、鈴木佐江子、米村まどか（米村→以前は、AP）、西崎修一、今泉昌子（今泉→以前は、AP）、大内登、飯田知佳（飯田→以前は、AP）、杉山和典、岩田真奈美
- チーフプロデューサー：松崎聡男、安岡喜郎
- 制作協力：U-FIELD、一 ichi、極東電視台